# Theodor Brorsen
Theodor Johan Christian Ambders Brorsen (29. července 1819 Nordborg – 31. března 1895 Nordborg) byl dánský astronom proslavený objevem pěti komet, včetně ztracené periodické komety 5D/Brorsen a periodické komety 23P/Brorsen-Metcalf.

## Život
Narodil se v Nordborgu na ostrově Als (Jižní Jutsko) jako syn kapitána Christiana Augusta Brorsena (1793–1840) a jeho ženy Annette Margrethe Gerhardine Schumacher (1788–1855). Tři prostřední jména dostal po dědečkovi z matčiny strany, radním z Nordborgu, Johanu Christanovi Ambdersovi (1710–1795). Po rozvodu rodičů v roce 1822, vyrůstal Brorsen s matkou. Její dobré finanční podmínky mu dovolovaly studovat školu „Moravians“ v Christiansfeldu (1826–1829), pak (1830–1839) Latinskou školu v Flensburgu. Na přání matky studoval Brorsen práva v Kielu (1839), Berlíně (1840), Heidelbergu (1841) a znovu v Kielu (1842), než se rozhodl studovat astronomii v Kielu od roku 1844.
Pracoval na astronomických observatořích v Kielu (1846) a v Altoně, Hamburku (1847). Odmítl nabídku na práci v astronomické observatoři Rundetaarn (Kulatá věž) v Kodani. Místo toho přijal práci v soukromé observatoři Johna Parishe (1774–1858, šlechtice známého jako svobodný pán von Senftenberg) v Žamberku (tehdy Senftenberg). Když se v roce 1854 uvolnilo místo ředitele astronomické observatoře v Altoně, Brorsen se přihlásil, ale nebyl vybrán. Po smrti barona Parishe v roce 1858, se dědicové rozhodli observatoř zrušit a astronomické přístroje prodat, ačkoliv Brorsen nabízel pokračovat ve své práci zdarma. Brorsen zůstal v Žamberku dalších dvanáct let a pokračoval v pozorování s vlastními přístroji.
V roce 1870 se vrátil do svého rodného města Nordborg v jižním Jutsku, které se mezitím stalo pruským po druhé Schleswické válce v roce 1864 a bylo pak německým od roku 1871 až do lidového hlasování v roce 1920. V roce 1874 se Brorsen přestěhoval do domu v ulici Løjtertoft 11, kde žil až do své smrti. Jeho neprovdaná nevlastní sestra Amalie Petrine Brorsen (1832–1911) pak měla dům po něm. Jeho hlavními zájmy v té době byly meteorologie (též pozorování polární záře) stejně jako botanika, zvláště pěstování orchidejí.
Byl introvertní a úzkostlivé povahy. Byl dvakrát zasnouben (poprvé s Louise Lassen ze Sønderborgu, podruhé se slečnou Bernkopfovou ze Žamberka). Dvakrát zásnuby zrušil a od té doby zůstal svobodný. Jsou zde i svědectví o Brorsenově podivínském chování v posledních 25 letech strávených v Nordborgu. Nestaral se o svůj oděv, nechal si narůst dlouhé vlasy a když jej tlačily boty, vyřízl v těsných místech díry. Byl zvyklý koupat se v každou roční dobu v jezeře Oldenor v Nordborgu, v zimě si za tím účelem vysekával díru v ledu.
Zemřel v 75 letech a byl pohřben 5. dubna 1895 na hřbitově v Nordborgu, kde je jeho hrob zachován dodnes.

## Objevy
- Brorsen objevil pět komet: 1846 III, 1846 VII, 1847 V, 1851 III a 1851 IV. Dvě z nich byly pojmenovány po Brorsenovi, protože to jsou periodické komety. 
Kometa 1846 III je pojmenována Brorsen a kometa 1847 V byla pojmenována Brorsen-Metcalf (protože Joel Hastings Metcalf byl jejím znovuobjevitelem v roce 1919).
- Kometa 5D/Brorsen (s periodou 5,46 roku) byla naposledy spatřena v roce 1879. Celkem bylo pozorováno pět jejích oběhů kolem Slunce. Patří ke skupině komet Jupitera, komet s krátkou životností, které už dnes nemusí existovat.
- Kometa 23P/Brorsen-Metcalf (s periodou 69,06 roku) byla pozorována v letech 1847, 1919 a 1989. Patří ke skupině Halleyovy komety a je znovu očekávána v roce 2059.
- V roce 1850 Brorsen znovuobjevil emisní mlhovinu NGC 2024 v souhvězdí Orionu, známou též jako „plamenná mlhovina“, nicméně tu však už objevil William Herschel v roce 1786, jak se dnes ví.
- Brorsen měl údajně objevit šestou kometu dne 16. března 1854, avšak tento objev nebyl potvrzen dalšími astronomy.
- V roce 1854 Brorsen publikoval první výsledky pozorování zodiakálního světla. Byl také prvním, kdo tento fenomén správně vysvětlil. Kromě toho byl Brorsen první, kdo objevil, že zodiakální světlo může objímat celou oblohu, protože za příznivých podmínek slabý světelný most spojuje zodiakální světlo a může tak být pozorován protisvit.
- V roce 1856 Brorsen objevil kulovou hvězdokupu v souhvězdí Hada, později katalogizovanou jako NGC 6539.
- Dále Brorsen zkoumal zatmění a změny pozic hvězd. Na poli teoretické astronomie se Brorsen věnoval výpočtům bodů drah komet a planet.

## Pocty
- Za každou z prvních tří objevených komet dostal Brorsen zlatou medaili dánského krále Christiana VIII. Medaile, kterou dostal v roce 1846, je umístěna v muzeu na zámku Sønderborg, (odkaz zde).

- Brorsen byl jmenován členem korespondentem Přírodně-historického spolku v Žamberku v roce 1850.

- V Nordborgu je po něm pojmenována ulice (Th. Brorsens vej).

- Planetka 3979, objevená A. Mrkosem na Kleti 8. listopadu 1983, byla pojmenována „Brorsen“ na návrh J. Tiché (MPC 27734 – 1996 August 28).

## Fotogalerie

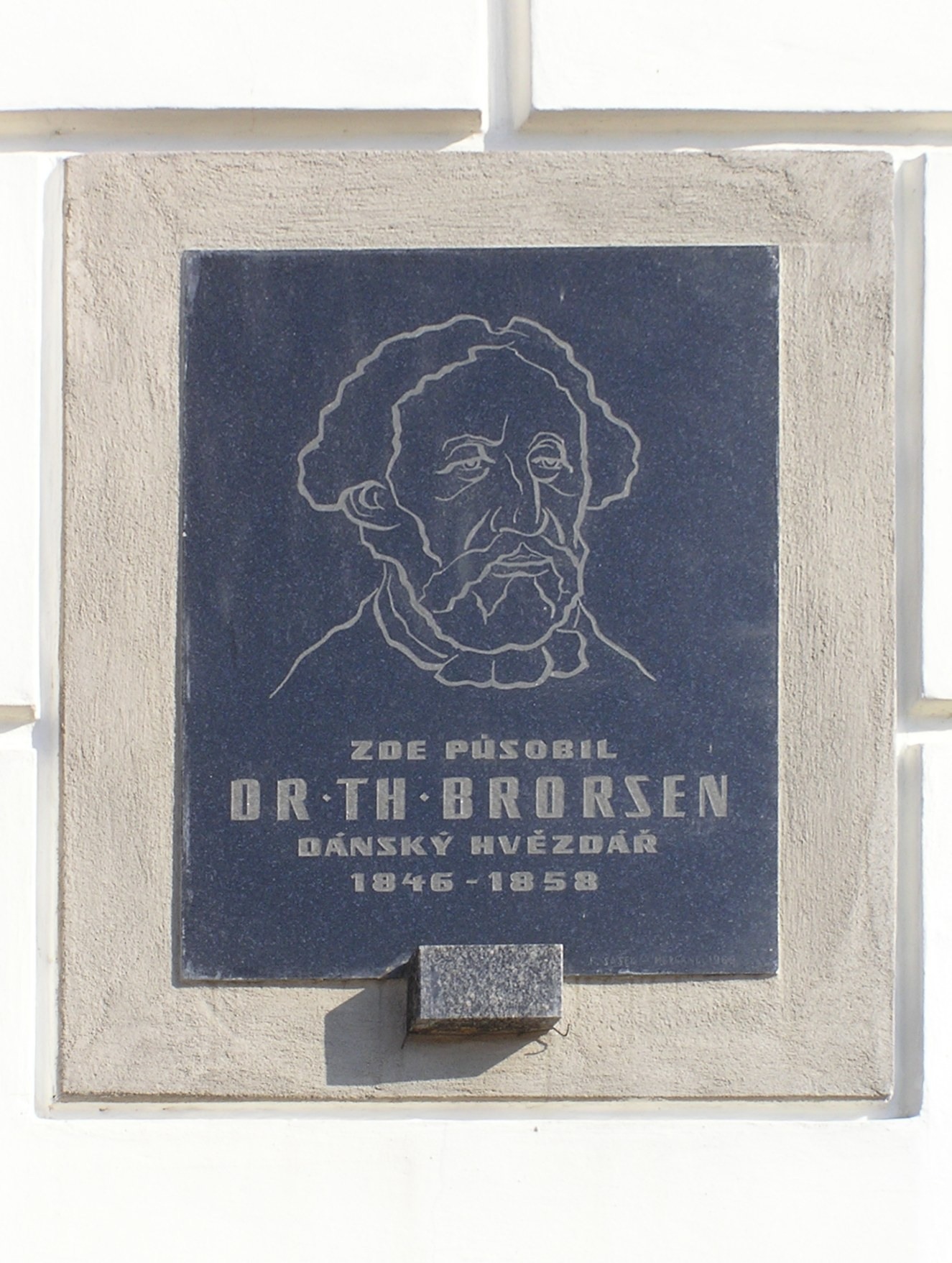
Brorsen na pamětní desce na zámku v Žamberku
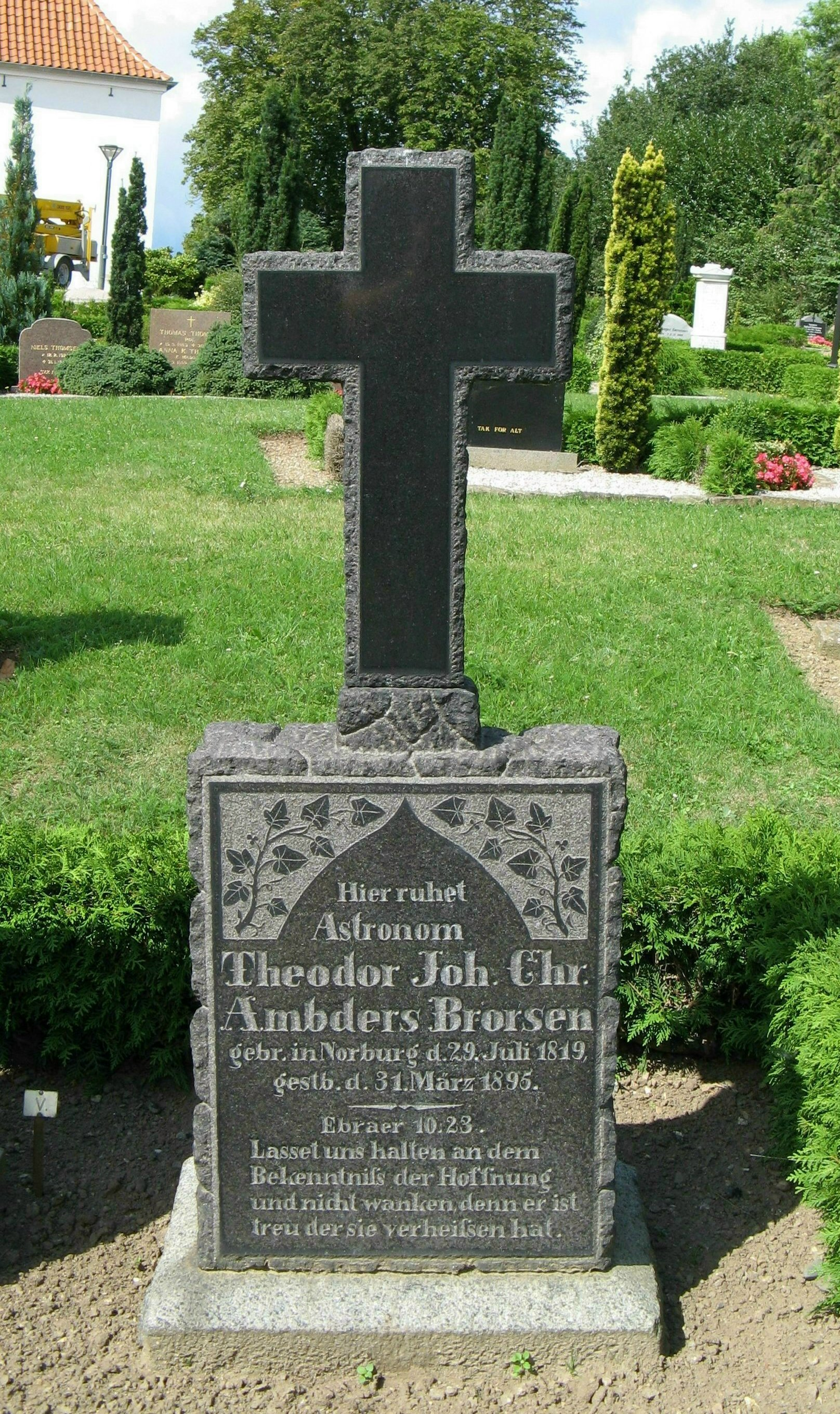
Náhrobek Th. Brorsena na hřbitově v Nordborgu
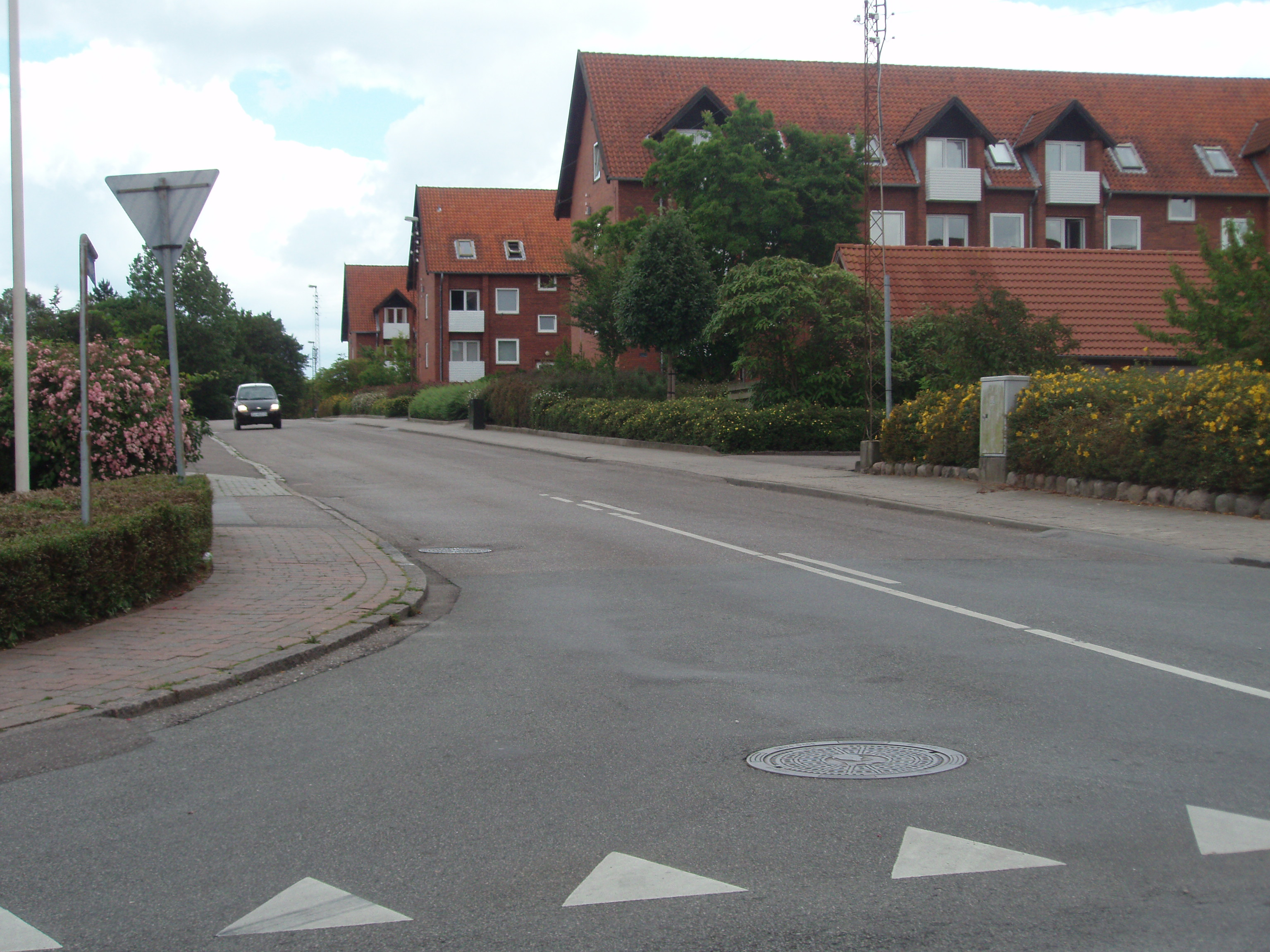
Ulice Th. Brorsena v Nordborgu